# Park Jang-Soon
Park Jang-Soon, född den 10 april 1968, är en sydkoreansk brottare som tog OS-silver i lättviktsbrottning i fristilsklassen 1988 i Seoul , OS-guld i welterviktsbrottning i fristilsklassen 1992 i Barcelona  och slutligen OS-silver i samma viktklass 1996 i Atlanta. 